# Закарпатська реформатська церква
Закарпатська реформатська церква (угор. Kárpátaljai Református Egyház ЗРЦ) — національна церква угорців Закарпаття.
Богослужіння проводяться угорською мовою. Окремі богослужіння — українською.

## Історія
Закарпатська реформатська церква, яка є складовою частиною кальвіністських церков континентально-європейського походження, сформувалася як незалежна церковна одиниця в 1948 році. До 1923 року її церкви входили до складу Угорської реформатської церкви, після приєднання Підкарпатської Русі до Чехословаччини — до складу Чехословацької церкви.
У 1938 році парафії були знову інкорпоровані до церкви Угорщини. У 1944 році Закарпаття було зайнято радянськими військами (Закарпатська Україна (1944—1946)), а в 1945 колишня Підкарпатська Русь увійшла до складу УРСР. На той момент в регіоні проживало 160 тисяч угорців (15 % населення регіону).
В СРСР здійснювалися спроби приєднати ЗРЦ до Церкви євангельських християн-баптистів, що викликало опір більшості пасторів, що в свою чергу, спровокувало гоніння на церкву. 40 з 106 пасторів регіону втекли до Угорщини, багато з решти зазнали репресій, всі зв'язки з Угорської церквою були припинені.
У 1956 році, після повернення значної частини засланих раніше пасторів, Закарпатська реформатська церква налічувала 95 тисяч вірян, службу несли 26 пасторів у 81 парафіях. За рахунок тих, що повернулися, число пасторів збільшилося до 67, а парафій — до 90. Однак, теологічної освіти для церкви не існувало, і літнє покоління пасторів стало зменшуватися, не залишаючи після себе заступників.
У 1980-х роках до церкви належало 60-70 тисяч парафіян, об'єднаних в 80 громадах при 21 пастора.
Після утворення незалежної України, церква пережила відносний розквіт і консолідацію — за рахунок допомоги з Угорщини.
Закарпатська церква є найконсервативнішою з усіх угорських реформатських церков, перша жінка-пастор була ординована лише у 1994 році.

## Структура
Вищий орган — синодальна рада (zsinati tanács) . ЗРЦ складається з 3 єпархій (Egyházmegye):
- Берегівське благочиння (Beregi Egyházmegye)
- Марамурешьско-Угочське благочиння (Máramaros-Ugocsai Egyházmegye)
- Унгське (Ужгородське) благочиння (Ungi Egyházmegye)

Вищі посадові особи єпархій — благочинні (esperes) і благочинницькі куратори (megyei gondnok).
На 2009 рік церква налічувала 114 парафій, які опікували 76 пасторів.

## Голови Закарпатської реформатської церкви
Очолюють церкву — декан, єпископ (з 1960-х років):
- Бела Ф. Генчі (1948 — 8 січня 1978)
- Пал Форгон (21 травня 1978 — 13 травня 1994)
- Лайош Гулячі (13 травня 1994 —  1998)
- Василь Горкай (2001 — 21 грудень 2007)
- Шандор (Олександр) Зан Фабіан (21 січня 2007 — т. ч.)